# Bảng đồng hồ
Bảng đồng hồ là một hệ thống thông tin trên xe bao gồm các bảng đồng hồ (tableau), màn hình và các đèn báo giúp tài xế và người sửa chữa biết được thông tin về tình trạng hoạt động của các hệ thống chính trong xe. Thông tin có thể truyền đến tài xế qua 2 dạng: tương tự (tableau kim) và số (tableau hiện số).

## Các thành phần
- Đồng hồ tốc độ xe (speedometer): bao gồm đồng hồ tốc độ xe thường kết hợp với đồng hồ đo quãng đường (odometer) để báo quãng đường xe đã đi từ lúc xe bắt đầu hoạt động và đồng hồ hành trình (tripmeter) để đo các khoảng cách ngắn.
- Đồng hồ tốc độ động cơ (tachometer): Hiển thị tốc độ động cơ (tốc độ trục khuỷu) theo v/p (vòng/phút) hay rpm.
- Đồng hồ áp lực nhớt: Chỉ thị áp lực nhớt của động cơ.
- Đồng hồ nhiệt độ nước làm mát: Chỉ thị nhiệt độ nước làm mát động cơ.
- Đồng hồ báo nhiên liệu: Chỉ thị mức nhiên liệu có trong thùng chứa.